# فیلیپ براهام
فیلیپ براهام (انگلیسی: Philip Braham؛ ‏ ۱۸ ژوئن ۱۸۸۱ – ۲ مهٔ ۱۹۳۴) آهنگساز و موسیقی‌دان اهل بریتانیا بود.
از فیلم‌هایی که وی در آن‌ها نقش داشته‌است، می‌توان به شهر ترانه و شهر آوازه‌خوانی اشاره نمود.